# Else Fynbo
Else Fynbo (født 4. marts 1932 i Maribo, død 18. juli 2024) var en dansk cand.mag., gymnasielærer og -rektor. Hun var en markant rektor for Tønder Statsskole (senere Tønder Gymnasium og HF) i 15 år fra 1982 til 1997.

## Karriere
Else Fynbo blev født i 1932 i Maribo som datter af cykelhandler Kai Hansen Fynbo og hans hustru Marie, født Bille. Else blev student fra Maribo Gymnasium i 1950 og cand.mag. i engelsk og tysk fra Københavns Universitet i 1957. Undervejs var hun på studieophold i Göttingen, London og USA. Hun blev efterfølgende ansat som underviser ved Næstved Gymnasium i 1959 og ved Hobro Gymnasium i 1961. Her blev hun i 1975 studielektor. I 1982 blev hun rektor for Tønder Statsskole, og det var hun i 15 år indtil 1997. Politiken skrev i anledning af Fynbos 60-års-fødselsdag i 1992, at hun var værdsat for sin dygtighed, samarbejdsvilje og diplomatiske sans - egenskaber, som hun fik brug for ved gymnasiets fusion med den lokale voksenuddannelse og et efterfølgende nybyggeri på skolen. Da foreningen Tønder Gymnasiums Venner blev oprettet i 2024, blev Fynbo som en tidligere markant rektor udpeget som foreningens første æresmedlem ved dens stiftende generalforsamling.
Fynbo var medlem af styrelsen fra Gymnasieskolernes Engelsklærerforening 1971-1977 og af bestyrelsen for Gymnasieskolernes Rektorforening 1991-1995.

## Privatliv
Else Fynbo blev i 1971 gift med cand.mag. Erik Menne Larsen.

## Andet
Fynbo var optaget i Kraks Blå Bog.